# Jarudiyah
Jarudiyah (arabe: الجارودية , persan: جارودیه ), également connu sous le nom de Jaroudisme est parmi les premières branches du Zaïdisme, attribuée à Abul Jaroud Ziyad Ibn Mansur. Cette secte était également connue sous le nom de Shorobiyah, car Shoroub était le titre d'Abu Jaroud. Parmi les théoriciens de la Jarudiyah figurent Fazl ibn Zubayr al Rasani, Mansour Ibn Abi Al Aswad et Haroun Ibn Saad al Ajli. Abu Khalid al Vaseti est une autre figure éminente de cette école. Les croyances de Jarudiyah incluent: Zayd Ibn Ali ibn Hussein comme successeur, la préférence d'Ali par rapport aux autres Sahabah et la nécessité de se soulever contre un tyran.

## Histoire
Les Jarudiyah sont comptés comme la première branche de la Zaidiyyah. Jozef Van Ess a appelé cette secte Sorhoubiyyah. Deux personnes ont eu des rôles importants dans les bases théoriques de cette secte. L'un d'eux est Abu Al Jaroud comme celui qui a établi cette école et l'autre est Abu Khalid, celui qui était l'héritier de l'enseignement de Jaroudiyyah.

## Principes
Ce qui est connu de cette secte se limite uniquement à l'enseignement religieux, en particulier au leadership ou à l'Imamat. Cette secte en opposition aux autres sectes de Zaydiyyah mais en accord avec la chiite, affirme le droit de succession après le prophète comme le droit exclusif d'Ali. Par conséquent, ils ne croient pas à la succession d'Abou Bakr, Omar ibn al-Khattab et Othman ibn Affan. Ils croient qu'il existe un texte caché (nass khafi) approuvant Ali comme le successeur légitime du Prophète. Selon la Jarudiyah, certaines traditions désignent évidemment la succession d' Ali. Al-Shaykh Al-Mufid croyait que seuls Imamiah et Jarudiyah méritaient d'être appelés chiites. Ils ont deux croyances sur la détermination du successeur par le Prophète :
- Un groupe a dit que le Prophète avait déterminé Ali comme successeur par un texte révélé ou nass. Ali, à son tour, a désigné Hassan comme successeur et Hassan ibn Ali a déterminé de manière ordonnée Hussein comme successeur.
- Un autre groupe a déclaré que le prophète Mahomet a traité un texte révélé pour Ali, mais le prophète a déterminé un autre texte révélé pour Hassan et Hussein ibn Ali. Ils croient qu'il n'y a pas d'autre texte révélé pour d'autres Imams qui n'étaient pas présents à l'époque du Prophète.

Quant à la connaissance des imams, Jaroudyyah croit que l'imam a une connaissance innée indépendamment de l'acquisition de connaissances par l'éducation. En d'autres termes, les imams ont une connaissance innée depuis le tout début. Ces croyances se retrouvent aujourd'hui chez les Zaydis yéménites.